# Équipe de Zambie de football
Cet article traite de l'équipe masculine. Pour l'équipe féminine, voir Équipe de Zambie féminine de football.
Maillots
Actualités
L'équipe de Zambie de football est constituée par une sélection des meilleurs joueurs zambiens sous l'égide de la Fédération de Zambie de football.

## Histoire

### Les débuts de la Zambie
La Fédération de Zambie de football (Football Association of Zambia) fut fondée en 1929. Elle est affiliée à la FIFA depuis 1964 et est membre de la Confédération africaine de football. Le premier match officiel de la Zambie fut joué le 3 juillet 1964, à domicile contre la Tanzanie, qui se conclut par une victoire des Chipolopolos sur le score de 1-0. « Chipolopolos » est le surnom de l’équipe de la Zambie, qui veut dire « boulets de cuivre » du fait de la présence dans le sous-sol zambien de cuivre. Mais il est à noter que lors du match, la Zambie n’était pas encore indépendante car le 24 octobre 1964 a lieu l’indépendance de la Zambie vis-à-vis du Royaume-Uni. Le 22 novembre 1969, à l’extérieur, l’équipe de Zambie de football (Zambia national football team) enregistra une des deux plus larges défaites de son histoire contre la RD Congo sur le score de 10 buts à 1. Depuis les éliminatoires de la Coupe du monde 1970, la Zambie n’a pas réussi à se qualifier pour une phase finale d’un mondial.

### La Coupe d’Afrique des nations 1974: première participation et première finale
Après deux tentatives pour participer à la CAN, l’équipe de Zambie de football (Zambia national football team) réussit à se qualifier pour la première fois en 1974. Au premier tour, elle bat la Côte d'Ivoire (1-0, but de Kaushi), s’incline contre l’Égypte (1-3, but de Godfrey Chitalu) et bat l’Ouganda (1-0, but de Kapita), termine deuxième du groupe et se qualifie pour les demis, où elle bat le Congo (4-2, triplé de Chanda et but de Mapulanga). En finale, le Zaïre et la Zambie font 2-2 (buts de Kaushi et de Sinyangwe) et doivent rejouer un second pour le titre mais 2 jours après le premier match, la Zambie s’incline 2-0 et voit le titre s’envoler. C’est un beau parcours pour une première participation.

### De 1974 à 1993
Fort de sa finale en 1974, l’équipe de Zambie de football (Zambia national football team) ne confirme pas à l’édition suivante (CAN 1976) où elle n’est pas qualifiée. En 1978, elle est éliminée au premier tour avec une victoire (2-0 contre le Burkina Faso, buts de P. Phiri et de B. Phiri), un match nul (0-0 contre le Nigeria) et une défaite (1-2 contre le Ghana, but de Kapita). En 1980, elle ne s’est pas qualifiée ; en 1982 elle prend la troisième place en battant l’Algérie. En 1984, elle ne se qualifie pas ; en 1986, elle atteint le premier tour avec un point récolté contre l’Algérie (0-0). En 1988, elle ne se qualifie pas. En 1990, après avoir terminé première du groupe, elle s’incline en demi contre le Nigeria, mais bat le Sénégal (1-0, but de Chikabalka) pour récolter la troisième place. En 1992, elle est battue en quarts par la Côte d’Ivoire (0-1). Cette période montre que la Zambie est une bonne puissance footballistique mais elle fait preuve d’irrégularité quelques premiers tour et des non qualifications.

### Le crash aérien du 27 avril 1993
Une tragédie frappa l’équipe de Zambie de football lorsque l’avion militaire (REG: AF-319) transportant l'équipe vers le Sénégal pour un match de qualification pour la Coupe du monde de football 1994 s'écrasa en fin de soirée, le 27 avril 1993. Trois arrêts étaient prévus pour des ravitaillements, mais au premier arrêt, à Brazzaville, des problèmes de moteur furent notés sur le Buffalo DHC-5D de la Zambia Air Force. Malgré cela, le vol se poursuivit et quelques minutes après le décollage de Libreville, au Gabon, où avait eu lieu la seconde escale, un des moteurs prit feu et s'arrêta. Le pilote, qui avait déjà effectué la veille un vol depuis l'île Maurice, coupa par erreur le moteur qui fonctionnait encore. La perte de puissance, pendant la montée après le décollage, provoqua la chute de l'avion qui s’écrasa dans l'eau à 500 m au large. Les 30 passagers et membres d'équipage, dont 18 joueurs, furent tués dans l'accident,,.
Le capitaine et entraîneur de l'équipe, Kalusha Bwalya, n'était pas à bord. Retenu aux Pays-Bas pour un match avec son club, le PSV Eindhoven, il devait rejoindre séparément le Sénégal pour le match de qualification. Une nouvelle équipe fut rapidement créée, entraînée par Kalusha : celui-ci eut la difficile tâche de qualifier la Zambie pour la Coupe du monde de football et de préparer ensuite les qualifications pour la Coupe d'Afrique des Nations suivante. C'était probablement une mission impossible et la Zambie ne se qualifia pas pour la Coupe du monde.

#### Liste des joueurs tués dans le crash aérien de 1993
- Gardiens de buts : David Chabala et Richard Mwanza
- Défenseurs : Kenan Simambe, Winter Mumba, Samuel Chomba, Whiteson Changwe, Robert Watiyakeni et John Soko
- Milieux de terrain : Eston Mulenga, Derby Makinka, Moses Chikwalakwala, Wisdom Mumba Chansa, Godfrey Kangwa et Numba Mwila
- Attaquants : Kelvin « Malaza » Mutale, Timothy Mwitwa, Moses Masuwa et Patrick « Bomber » Banda
- Entraîneurs : Godfrey « Ucar » Chitalu, Alex Chola et Wilson Sakala
- auxquels il faut ajouter les pilotes, le personnel de bord, un membre de la fédération zambienne, un journaliste et un assistant.

### La deuxième finale de la Zambie à la CAN 1994
En 1994, l’équipe de Zambie de football tombe dans le groupe C (avec la Sierra Leone et la Côte d’Ivoire), après un match nul contre la Sierra Leone (0-0), la Zambie bat la Côte d’Ivoire (1-0, but de K.Malitoli) et termine première du groupe. En quarts, elle bat le Sénégal (1-0, but d'Évans Sakala), puis en demi, elle bat le Mali (4-0, buts de Litana, de Zeddy Saileti, de Kalusha Bwalya et de Kenneth Malitoli). En finale, à Tunis, elle affronte le Nigeria et malgré l’ouverture du score d'Elijah Litana à la 3e minute, le Nigeria s’impose 2-1.

### La Zambie depuis 1994

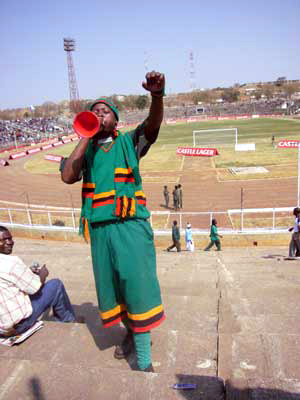
Supporter des Chipolopolos

Le 3 juin 1994, à Bruxelles, l’équipe de Zambie de football (Zambia national football team) se voit infliger une des deux plus larges défaites de son histoire contre la Belgique sur le score de 9 buts à 0. À la CAN 1996, elle termine première du groupe avec deux victoires (5-1 contre le Burkina Faso, buts de K. Malitoli, doublé de K. Bwalya, buts de D. Lota et de Johnson Bwalya ; 4-0 contre la Sierra Leone triplé de K. Bwalya et but de M. Malitoli) et un match nul (0-0 contre l’Algérie), bat en quarts l’Égypte (3-1) et s’incline en demi contre la Tunisie (2-4) mais prend la troisième place sur le Ghana (1-0). Kalusha Bwalya est le meilleur de la compétition avec 5 buts. De 1998 à 2006, la Zambie n’a pas franchi le premier tour, sauf en 2004 où elle ne s’est pas qualifiée. Le 3 septembre 2006, à domicile, la Zambie réalise la plus large victoire de son histoire contre Djibouti sur le score de 10 buts à 0. Lors de la CAN 2008, la Zambie termine troisième du groupe avec une victoire 3-0 contre le Soudan (buts de James Chamanga, Jacob Mulenga et Felix Katongo), un match nul (1-1 contre l’Égypte, but de Chris Katongo) et une défaite (1-5 contre le Cameroun, but de Chris Katongo)
En 2010, la Zambie termine première de son groupe et affronte le Nigeria en quart de finale où elle s'incline aux tirs au but. Jacob Mulenga et Emmanuel Mbola figurent dans l'équipe type de l'édition.

### La Zambie et la COSAFA Cup
L’équipe de Zambie de football (Zambia national football team) a participé à la COSAFA Cup dans toutes ses éditions, et l’a remportée cinq fois en 1997, 1998,2006, 2013 et 2019). Elle est six fois finaliste en 2004, 2005, 2007, 2009, 2017 et 2018. En 2005, Collins Mbesuma a été meilleur buteur de la compétition avec 4 buts.

### La victoire à laCAN 2012
L'équipe de Zambie de football termine 1re de son groupe devant la Guinée équatoriale, la Libye et le Sénégal. Lors des trois matchs du groupe A, la Zambie obtient deux  victoires et un nul. Elle bat le Sénégal lors du premier match : 1-2, ensuite elle partage les points avec la Libye 2-2, et pour finir elle bat la Guinée équatoriale 0-1. Lors des quarts de finale, la Zambie élimine le Soudan 3-0. Lors des demi-finales, la Zambie crée l'exploit en éliminant le Ghana 1-0. En finale, elle tient en échec la Côte d'Ivoire (0-0) et gagne aux tirs au but (8 tab 7).
Au terme de cette 28e édition de la coupe d'Afrique, le capitaine Chris Katongo termine meilleur joueur de la compétition ainsi que co-meilleur buteur avec Mayuka pour la Zambie.

### CAN 2013 et 2015
Lors de la CAN 2013, la Zambie est éliminée au premier tour sans perdre le moindre match (trois résultats nuls). Deux ans plus tard, après des éliminatoires compliqués, la Zambie se qualifie une nouvelle fois pour la CAN mais est là encore éliminée au premier tour.

### CAN 2017, 2019 et 2022
Le 8 juin 2015, avant le début des éliminatoires de la CAN 2017, le sélectionneur Honour Janza est remplacé par George Lwandamina. La Zambie ne réussit pas à se hisser à la phase finale pour la première fois depuis 13 ans et perd le seul ticket qualificatif au profit de la Guinée-Bissau, en la présence du Congo et du Kenya.
Pour la CAN 2019, la Zambie est versé dans le groupe K en compagnie de la Guinée-Bissau, du Mozambique et de la Namibie. Dans ce groupe particulièrement serré et disputé, les Chipolopolos ne parviennent pas à occuper une des deux premières places qualificatives et terminent derniers avec 7 points, soit une unité de moins que la Namibie, 2e du groupe, et deux unités de moins que la Guinée-Bissau qui a terminé en tête de la poule. C'est une immense déconvenue pour la Zambie qui manque une 2e CAN consécutive alors qu'elle avait remporté la compétition 7 ans auparavant et qu'elle était tête de série au moment du tirage au sort.
Les qualifications pour la CAN 2022 sont également difficiles pour la Zambie, qui pointe provisoirement à la dernière place de son groupe à deux journées de la fin des éliminatoires, avec un bilan d'une victoire contre 3 défaites. Cependant elle ne compte que deux points de retard sur la 2e place du groupe et dernière place qualificative, occupée par le Zimbabwe loin derrière l'Algérie tenant du titre et déjà assurée de la qualification. L'équipe termine troisième de son groupe à un point du Zimbabwe malgré sa victoire contre cette équipe lors de la dernière journée. L'attaquant zambien Patson Daka fini cependant co-meilleur buteur des qualifications.

## Palmarès

### Classement FIFA
| Année              | 1993 | 1994 | 1995 | 1996 | 1997 | 1998 | 1999 | 2000 | 2001 | 2002 | 2003 | 2004 | 2005 | 2006 | 2007 | 2008 | 2009 | 2010 | 2011 | 2012 | 2013 | 2014 | 2015 | 2016 | 2017 | 2018 | 2019 | 2020 |
| ------------------ | ---- | ---- | ---- | ---- | ---- | ---- | ---- | ---- | ---- | ---- | ---- | ---- | ---- | ---- | ---- | ---- | ---- | ---- | ---- | ---- | ---- | ---- | ---- | ---- | ---- | ---- | ---- | ---- |
| Classement mondial | 27   | 21   | 25   | 20   | 21   | 29   | 36   | 49   | 64   | 67   | 68   | 70   | 58   | 62   | 65   | 72   | 84   | 76   | 79   | 34   | 69   | 46   | 73   | 88   | 74   | 83   | 88   | 90   |
| Classement CAF     | 4    | 2    | 4    | 2    | 2    | 5    | 4    |      |      |      |      |      |      |      |      |      |      | 18   | 17   | 5    | 15   | 10   | 17   | 21   | 15   | 17   | 19   | 19   |

### Parcours enCoupe du monde
| Année | Position      |      | Année         | Position |                        | Année | Position |
| 1930  | Non inscrite  | 1974 | Non qualifiée | 2010     | Non qualifiée          |       |          |
| 1934  | Non inscrite  | 1978 | Non qualifiée | 2014     | Non qualifiée          |       |          |
| 1938  | Non inscrite  | 1982 | Non qualifiée | 2018     | Non qualifiée          |       |          |
| 1950  | Non inscrite  | 1986 | Non qualifiée | 2022     | Non qualifiée          |       |          |
| 1954  | Non inscrite  | 1990 | Non qualifiée | 2026     | Éliminatoires en cours |       |          |
| 1958  | Non inscrite  | 1994 | Non qualifiée | 2030     | À venir                |       |          |
| 1962  | Non inscrite  | 1998 | Non qualifiée | 2034     | À venir                |       |          |
| 1966  | Non inscrite  | 2002 | Non qualifiée |          |                        |       |          |
| 1970  | Non qualifiée | 2006 | Non qualifiée |          |                        |       |          |

### Parcours enCoupe d'Afrique des nations
| Année | Position          |      | Année             | Position |                   | Année | Position |
| 1957  | Non inscrite      | 1982 | Demi-finale (3e)  | 2006     | 1er tour          |       |          |
| 1959  | Non inscrite      | 1984 | Tour préliminaire | 2008     | 1er tour          |       |          |
| 1962  | Non inscrite      | 1986 | 1er tour          | 2010     | Quart de finale   |       |          |
| 1963  | Non inscrite      | 1988 | Tour préliminaire | 2012     | Vainqueur         |       |          |
| 1965  | Non inscrite      | 1990 | Demi-finale (3e)  | 2013     | 1er tour          |       |          |
| 1968  | Non inscrite      | 1992 | Quart de finale   | 2015     | 1er tour          |       |          |
| 1970  | Tour préliminaire | 1994 | Finaliste         | 2017     | Tour préliminaire |       |          |
| 1972  | Tour préliminaire | 1996 | Demi-finale (3e)  | 2019     | Tour préliminaire |       |          |
| 1974  | Finaliste         | 1998 | 1er tour          | 2021     | Tour préliminaire |       |          |
| 1976  | Tour préliminaire | 2000 | 1er tour          | 2023     | 1er tour          |       |          |
| 1978  | 1er tour          | 2002 | 1er tour          | 2025     | À venir           |       |          |
| 1980  | Tour préliminaire | 2004 | Tour préliminaire | 2027     | À venir           |       |          |

### Parcours enCoupe COSAFA
- 1997 :  Vainqueur
- 1998 :  Vainqueur
- 1999 : Quatrième
- 2000 : Quart de finale
- 2001 : Quatrième
- 2002 : Quatrième
- 2003 : Demi-finaliste
- 2004 :  Finaliste
- 2005 :  Finaliste
- 2006 :  Vainqueur
- 2007 :  Finaliste
- 2008 :  Troisième
- 2009 :  Finaliste
- 2013 :  Vainqueur
- 2015 : Quart de finale
- 2016 : Quart de finale
- 2017 :  Finaliste
- 2018 :  Finaliste
- 2019 :  Vainqueur
- 2021 : Premier tour
- 2022 :  Vainqueur
- 2023 :  Vainqueur

## Liste des sélectionneurs de la Zambie
| - John Green - Ante Bušelic (1971–76) - Ted Virba (1977) - Brian Tiler (1978–80) - Ted Dumitru (1980–81) - Ante Bušelic (1981–82) - Bill McGarry (1982–83) - Wiesław Grabowski (1983–84) - Jeff Butler (1984) - Roy Mulenga (1984) | - Brightwell Banda (1984–86) - Samuel Ndhlovu (1987–92) - Moses Simwala (1993) - Godfrey Chitalu (1993) - Roald Poulsen (1993–94) - Ian Porterfield (1994) - Roald Poulsen (1994–96) - Freddie Mwila (1996–97) - George Mungwa (1997, Manager) - Burkhard Ziese (1997–98) | - George Mungwa (1998, Manager) - Obby Kapita (1998, Manager) - Fighton Simukonda (1998) - Ben Bamfuchile (1999–00) - George Mungwa (2000, Manager) - Jan Brouwer (2001) - Roald Poulsen (2002) - Patrick Phiri (2002–03) - Kalusha Bwalya (2003–06) - Patrick Phiri (2006–08) | - Hervé Renard (2008–10) - Dario Bonetti (2010–11) - Hervé Renard (2011–2013) - Patrice Beaumelle (2013–2014) - Honour Janza (2014–2015) - George Lwandamina (2015–2016) - Wedson Nyirenda (2016–2018) - Beston Chambeshi (2018) - Sven Vandenbroeck (juil. 2018-mars 2019) - ??? (mars 2019-janvier 2022) - Aljoša Asanović (janvier 2022-décembre 2022) - Avram Grant (décembre 2022) en cours) |

## Personnalités
| Rang | Joueur              | Carrière  | Sélections |
| ---- | ------------------- | --------- | ---------- |
| 1    | Kennedy Mweene      | 2004-2021 | 122        |
| 2    | David Chabala       | 1983-1993 | 115        |
| 3    | Godfrey Chitalu     | 1968-1980 | 111        |
| 4    | Joseph Musonda      | 2002-2014 | 108        |
| 5    | Rainford Kalaba     | 2005-2018 | 103        |
| 5    | Christopher Katongo | 2003-2016 | 103        |
| 7    | Alex Chola          | 1975-1985 | 102        |
| 8    | Elijah Tana         | 1995-2009 | 101        |
| 9    | Derby Makinka       | 1985-1993 | 98         |
| 10   | Stoppila Sunzu      | 2008-     | 89         |

| Rang | Joueur              | Carrière  | Buts |
| ---- | ------------------- | --------- | ---- |
| 1    | Godfrey Chitalu     | 1968-1980 | 79   |
| 2    | Alex Chola          | 1975-1985 | 43   |
| 3    | Kalusha Bwalya      | 1983-2004 | 39   |
| 4    | Bernard Chanda      | 1971-1980 | 29   |
| 5    | Christopher Katongo | 2003-2016 | 23   |
| 6    | Collins Mbesuma     | 2003-2017 | 22   |
| 7    | Dennis Lota         | 1994-2002 | 21   |
| 8    | Patson Daka         | 2015-     | 20   |
| 9    | Kenneth Malitoli    | 1988-1999 | 19   |
| 10   | James Chamanga      | 2005-2015 | 17   |